# Tiger Chen
Tiger Hu Chen (egyszerűsített kínai: 陈虎, hagyományos kínai: 陳虎, pinjin: Chén Hǔ, magyaros: Csen Hu; Csengtu, 1975. március 3. –) kínai harcművész és színész. 
Jűn Vó-pheng (Yuen Wo Ping) pártfogoltja, Keanu Reeves tanára és barátja. Ő volt Uma Thurman kaszkadőrdublőre a Kill Bill 1. című filmben.

## Élete
Chen 1975. március 3-án született a szecsuáni Csengtuban, ahol kínai harcművészetet tanult. 18 éves korában jelentkezett a Sechuan Wushu Teambe. Megnyerte a Nemzeti Ifjúsági Harcművészeti Versenyt Kínában.
Tiger Chen 19 éves korában az Egyesült Államokba ment, ahol egy kis faházban lakott. Azt mondta: „Kínában legalább gyakorolhatod a kungfut és részt vehetsz harcművészeti versenyeken, de az Egyesült Államokban az idő nagy részében mosogatsz vagy hordárkodsz”. Chen Jűn Vó-pheng (Yuen Wo Ping) hongkongi harcművész tanulója lett. 1998-ban filmkarrierjét azzal kezdte, hogy a koreográfia-csapatban dolgozott, Jűn (Yuen) asszisztenseként a Mátrix című filmen. Keanu Reeves-zel ekkor lettek barátok. Chen koreográfus posztot töltött be a Charlie angyalai (2000), az Egyszer az életben (2000) és a Kill Bill 1. (2003) című filmekben.
Tiger Chen kis szerepet játszik a Mátrix – Újratöltve (2003) című filmben, amely a Matrix-trilógia második filmje. 2005-ben harcművészként jelent meg a Fury House-ban Anthony Wong, Gillian Chung, Stephen Fung és Charlene Choi mellett.
2012-ben főszerepet játszott a Kung Fu Manben, Vanessa Branch és Csiang Meng-csie (Jiang Mengjie) mellett.
Kisebb szerepek után Chen főszerepet kapott A tai chi harcosában, ahol a film rendezőjével, Keanu Reeves-zel, valamint Karen Joy Morrissal és Simon Yammel szerepelt együtt.

## Filmjei
| Év   | Magyar cím Angol - Egyszerűsített kínai cím (kiejtés)                 | Szerep                                   | Magyar hangja  | Rendező                            | Megjegyzés  |
| ---- | --------------------------------------------------------------------- | ---------------------------------------- | -------------- | ---------------------------------- | ----------- |
| 2019 | John Wick: 3. felvonás – Parabellum John Wick: Chapter 3 – Parabellum | Triád                                    | nem szólal meg | Chad Stahelski                     |             |
| 2019 | Véres hármas Triple Threat                                            | Lung Fej (Long Fei)                      | Márkus Sándor  | Jesse V. Johnson                   |             |
| 2018 | PASKAL: The Movie                                                     | Csen Han (Chen Han) őrmester             |                | Adrian Teh                         |             |
| 2017 | Kung Fu Traveler 2 - 功夫机器侠2                                      | Csen (Chen) tábornok                     |                | Csamg Hszian-feng (Zhang Xianfeng) |             |
| 2017 | Kung Fu Traveler - 功夫机器侠                                         | Csen Vu (Chen Wu) / Csen (Chen) tábornok |                | Csamg Hszian-feng (Zhang Xianfeng) |             |
| 2015 | A szerzetes alászáll Monk Comes Down the Mountain - 道士下山          | Kuo Csing (Guo Jing)                     |                | Csen Kaj-ko (Chen Kaige)           |             |
| 2013 | A tai chi harcosa Man of Tai Chi - 太极侠                             | Csen Lin-hu (Chen Linhu)                 | Láng Balázs    | Keanu Reeves                       |             |
| 2012 | Kung Fu Man - 功夫侠                                                  | Csen Ping (Chen Ping)                    |                | Jűn Chőng-jan (Yuen Cheung-yan)    |             |
| 2005 | Hosszú bosszú House of Fury - 精武家庭                                | Harcművész                               |                | Stephen Fung                       |             |
| 2003 | Mátrix – Újratöltve The Matrix Reloaded - 黑客帝国2：重装上阵         | Ronin                                    |                | Wachowski testvérek                |             |
| 2003 | Kill Bill 1. Kill Bill: Volume 1 - 杀死比尔                           |                                          |                | Quentin Tarantino                  | Koreográfia |
| 2000 | Charlie angyalai Charlie's Angels - 霹雳娇娃                          |                                          |                | McG                                | Koreográfia |
| 2000 | Egyszer az életben Once in the Life - 一生一次                        | Loe                                      |                | Laurence Fishburne                 |             |
| 1999 | Mátrix The Matrix - 黑客帝国                                          |                                          |                | Wachowski testvérek                | Koreográfia |